# ساوت‌سی
latitudeساوت‌سیlongitudeساوت‌سی
ساوت‌سی (به انگلیسی: Southsea) یک شهرک در بریتانیا است که در انگلستان واقع شده‌است.

## خصوصیات
ساوت‌سی ۱۸٬۵۱۴ نفر جمعیت دارد.